# Sigma Hydrae
Désignations
Sigma Hydrae (σ Hya / σ Hydrae), également nommée Minchir, est une étoile géante de la constellation de l'Hydre. Elle est visible à l'œil nu avec une magnitude apparente de 4,44. L'étoile présente une parallaxe annuelle de 8,75 mas mesurée par le satellite Hipparcos, ce qui indique qu'elle est située à environ ∼ 370 a.l. (∼ 113 pc) de la Terre. À cette distance, sa magnitude visuelle est diminuée de 0,16 en raison de l'extinction créée par la poussière interstellaire. Elle s'éloigne du Système solaire à une vitesse radiale de +27 km/s.
L'étoile a donné son nom aux Sigma hydrides, un essaim météoritique actif début décembre.

## Nomenclature
σ Hydrae, latinisé en Sigma Hydrae, est la désignation de Bayer de l'étoile. Elle porte également la désignation de Flamsteed de 5 Hydrae.
Elle porte le nom traditionnel arabe Minchir, qui apparaît d'abord sous la forme Minchir es-schudscha dans l'Uranographia, un atlas céleste de Johann Elert Bode[réf. souhaitée]. Il dérive de l'expression منخر الشجاع, minkhar ash-shujāʽ, signifiant « la narine du Serpent [de l'Hydre] ». En effet, l'étoile marque l'angle sud-ouest de la tête du serpent, qui a pour autres étoiles η Hydrae, ρ Hydrae, ζ Hydrae, ε Hydrae et δ Hydrae. Le nom de Minchir a été officialisé par l'Union astronomique internationale pour désigner l'étoile le 5 septembre 2017. Il est cité comme Al Minliar al Shuja dans le Bright Star Catalogue.
σ Hydrae formait, avec δ Hydrae, ε Hydrae, ζ Hydrae, η Hydrae et ρ Hydrae, la figure décrite par Ulugh Beg de Min al Azʽal, « appartenant à la zone inhabitée ».
En astronomie chinoise traditionnelle, σ Hydrae fait partie de l'astérisme de Liu (柳宿 Liǔ Sù), qui est également une loge lunaire et qui représente un saule. Outre σ Hydrae, il comprend δ Hydrae, η Hydrae, ρ Hydrae, ε Hydrae, ζ Hydrae, ω Hydrae et θ Hydrae.
Les habitants de Groote Eylandt désignaient la zone correspond à la tête de l'Hydre comme Unwala, soit « le Crabe », ce qui inclut notamment σ Hydrae.

## Propriétés
Sigma Hydrae est une étoile géante rouge évoluée de type spectral K1 III. Elle est estimée être 3,07 fois plus massive que le Soleil et être âgée de 430 millions d'années. Le rayon de l'étoile est environ 29 fois plus grand que le rayon solaire, elle est 295 fois plus lumineuse que le Soleil et sa température de surface est de 4 491 K.